# A mostoha (teleregény, 2005)
A mostoha (eredeti címén La Madrastra) 2005-ös mexikói teleregény, amelyet Liliana Abud alkotott. A főbb szerepekben Victoria Ruffo, César Évora, Eduardo Capetillo, Jacqueline Andere és Ana Martín látható. 
Mexikóban a Canal de las Estrella 2005. február 7-én, Magyarországon a Prizma TV 2012. március 13-án mutatta be.

## Történet
Egy baráti csoport hajóra száll, ám az örömutazás tragédiával végződik. María egy lövést hall, és barátnőjét, Patriciát holtan találja. Zavarában a gyilkos fegyvert is megfogja. A gyilkossággal őt vádolják és börtönbüntetésre ítélik. A férje, Esteban, akinek a legjobb barátnője volt Patricia, kételkedik a nő ártatlanságában. Esteban dönt, kiírja életéből Maríát. A gyerekeinek azt mondja, hogy María meghalt, és ráveszi a barátait, hogy hallgassanak a dologról.
Húsz évvel később María jó magaviselete miatt kiszabadul a börtönből és visszatér Mexikóba, hogy megkeresse az igazi bűnöst, és szembenézzen Estebannal, akit már megvet, amiért a sorsára hagyta őt. Ám a legnagyobb vágya, hogy két gyermekét, Héctort és Estrellát visszakaphassa. María összehívja a társaságot és felfedi előttük, hogy az igazi gyilkos húsz éven keresztül lapult közöttük. María kényszeríti Estebant, hogy – papíron – újra feleségül vegye. Így lesz saját gyermekeinek mostohája. Gyerekei betolakodónak tartják a nőt, és nem fogadják el. Maríának harcolnia kell Estebannal, a társaság intrikájával. Fabiola szerelmes Estebanba, ezért vele igencsak súlyosan meg kell küzdenie a nőnek. Estebannak három gyermeke van: Héctor, Estrella és Ángel. Nem tudni, ki az anyja Ángelnek. A gyermekek istenítik halottnak hitt anyjukat.
Lépésenként María megszeretteti magát a gyerekeivel. Estrella lassacskán kinövi határozatlanságát, és végül eléri, hogy két szerelme, a szépfiú Carlos és a szegény Greco közül választani tudjon. María megtanítja fiának, Héctornak, hogy ő egy értékes ember. Héctor találkozik Viviannal, aki María rabtársa volt, és beleszeretett a nőbe. María erkölcsi támogatásának köszönhetően Ángel talpra áll és magabiztossá válik. Mindazonáltal, Maríának még a legnagyobb problémával szembe kell néznie, aki Esteban. Egy váratlan dilemma közepette rájön, hogy még szereti a férfit. De még meg kell találnia a valódi gyilkost, aki közben többször is az életére tör.
Nem tud parancsolni fájó szívének, amit a magány 20 év alatt megkeserített. A bosszút tartja a legfontosabbnak, és meg akarja tudni, hogy ki miatt szenvedett 20 éven keresztül. Így viszont nehéz megtalálnia a boldogságot, amire már nagyon vágyik…

## Szereplők
| Színész                 | Szereplő                               | Magyar hang        |
| ----------------------- | -------------------------------------- | ------------------ |
| Victoria Ruffo          | María Fernández Acuña de San Román     | Kiss Erika         |
| César Évora             | Esteban San Román                      | Haás Vander Péter  |
| Eduardo Capetillo       | Leonel Ibáñez                          | Sótonyi Gábor      |
| Jacqueline Andere       | Alba San Román                         | Menszátor Magdolna |
| Ana Martín              | Socorro de Montés                      | Kocsis Judit       |
| Martha Julia            | Ana Rosa Marquez                       | Solecki Janka      |
| Cecilia Gabriela        | Daniela Márquez de Rivero              | Orosz Helga        |
| Guillermo García Cantú  | Demetrio Rivero                        | Megyeri János      |
| René Casados            | Bruno Mendizábal                       | Orosz István       |
| Sabine Moussier         | Fabiola de Mendizábal                  | Kiss Virág         |
| Irma Serrano            | San Calixto hercegnője                 | Tóth Judit         |
| Margarita Isabel        | Carmela San Román                      | Rátonyi Hajni      |
| Lorenzo de Rodas        | Servando Maldonado                     | Várday Zoltán      |
| Patricia Reyes Spíndola | Venturina García                       | Nem szólal meg     |
| Joaquín Cordero         | Belisario atya                         | Cs. Németh Lajos   |
| Michelle Vieth          | Vivian Sousa de San Román              | Sallai Nóra        |
| Ana Layevska            | Estrella San Román Fernández de Montes | Csifó Dorina       |
| Sergio Mayer            | Carlos Sánchez                         | Gubányi György     |
| Mauricio Aspe           | Héctor San Román Fernández             | Fekete Zoltán      |
| Mariana Ríos            | Lupita Montés de Ibáñez                | Törtei Tünde       |
| Miguel Ángel Biaggio    | Ángel San Román-Rivero                 | Pálmai Szabolcs    |
| Ximena Herrera          | Alma Martínez                          | Szabó Zselyke      |
| José Luis Reséndez      | Greco Montés                           | Szabó Máté         |
| Carlos Bonavides        | Rufino "Polip" Sánchez                 | Faragó András      |
| Arturo García Tenorio   | Leonardo "DaVinci" Montés              | Koncz István       |
| Liza Willert            | Rebeca Robles                          | Molnár Zsuzsa      |
| Rubén Morales           | Figueroa nyomozó                       | Imre István        |
| María Luisa Alcalá      | Fanny                                  | Grúber Zita        |
| Mario Casillas          | Dr. René Ruben                         | Kajtár Róbert      |
| Archie Lanfranco        | Luciano Cerezuela ügyvéd               | Rosta Sándor       |
| Alejandro Ruiz          | Dr. Alejandro Ruiz                     | Tóth Roland        |
| Rocío Cárdenas          | Angélica Espino                        | Mezei Kitty        |
| Pilar Pellicer          | Sonia                                  | Andai Kati         |
| Marcelo Buquet          | Gerardo Salgado                        | Láng Balázs        |
| Sergio Catalán          | Flavio Marinelli                       | Seszták Szabolcs   |
| Miguel Ángel Fuentes    | Fausto                                 | Törköly Levente    |
| Vicky Palacios          | Vicky                                  | Agócs Judit        |
| Evelyn Nieto            | Flor                                   | Molnár Ilona       |
| Alejandra Barros        | Diana                                  | Koncz-Kiss Anikó   |

## Érdekesség
- Victoria Ruffo és César Évora már dolgoztak együtt korábban a María del Carmen és később A szerelem nevében, illetve A szerelem diadala sorozatokban. A középsőben nem volt közös jelenetük, mert Ruffo az elején, míg Évora a vége felé volt látható.
- A sorozat főcímdalát a népszerű olasz énekesnő, Laura Pausini énekli, a dal címe Víveme. Ő énekli A szerelem nevében főcímdalát is.
- Victoria Ruffo es Guilermo Garcia Cantu mar dolgoztak egyutt a La Malquerid-ban

## Korábbi és újabb verziók
- Az 1981-es chilei La madrastra, Óscar Rodríguez rendezésében. Főszereplők: Jael Unger és Walter Kliche.
- Az 1985-ös mexikói Vivir un poco a Televisától, Rafael Banquells rendezésében. Főszereplők: Angélica Aragón és Rogelio Guerra.
- Az 1996-os mexikói Para toda la vida a Televisától, Lucero Suárez és Juan Osorio producertől. Főszereplők: Ofelia Medina és Exequiel Lavanderos.
- Az 1996-os Forever a Fox Television és a Televisa együttműködésével. Főszereplők: Maria Mayenzet és James Richer.
- A 2015-ös A bosszú asszonya című kolumbiai teleregény, amelynek főszereplői Itatí Cantoral és Miguel de Miguel.
- A történet legutóbbi remake-je a 2022-es A mostoha című mexikói televíziós sorozat,  főszereplői, Aracely Arámbula és Andrés Palacios.

## Díjak és jelölések

### TVyNovelas-díj2006
| Kategória                    | Személy                | Eredmény |
| ---------------------------- | ---------------------- | -------- |
| Legjobb telenovella          | Salvador Mejía         | Jelölés  |
| Legjobb női főszereplő       | Victoria Ruffo         | Jelölés  |
| Legjobb férfi főszereplő     | César Évora            | Jelölés  |
| Legjobb női főgonosz         | Jacqueline Andere      | Jelölés  |
| Legjobb férfi főgonosz       | Guillermo García Cantú | Jelölés  |
| Legjobb senior színésznő     | Ana Martín             | Jelölés  |
| Legjobb senior színész       | Joaquín Cordero        | Jelölés  |
| Legjobb női mellékszereplő   | Margarita Isabel       | Jelölés  |
| Legjobb férfi mellékszereplő | René Casados           | Jelölés  |
| Legjobb fiatal női színész   | Ana Layevska           | Jelölés  |
| Legjobb fiatal férfi színész | José Luis Reséndez     | Jelölés  |
| Legjobb fiatal férfi színész | Mauricio Aspe          | Nyertes  |
| Legjobb rendező(k)           | Jorge Edgar Ramírez    | Nyertes  |
| Legjobb rendező(k)           | Eric Morales           | Nyertes  |
| Legjobb főcímdal             | Laura Pausini          | Jelölés  |

## Fordítás
- Ez a szócikk részben vagy egészben  a   La madrastra (telenovela de 2005) című spanyol Wikipédia-szócikk fordításán alapul.  Az eredeti cikk szerkesztőit annak laptörténete sorolja fel. Ez a jelzés csupán a megfogalmazás eredetét és a szerzői jogokat jelzi, nem szolgál a cikkben szereplő információk forrásmegjelöléseként.